# Đoàn Thanh niên Cộng sản Campuchia
Đoàn Thanh niên Cộng sản Campuchia (tiếng Khmer: សម្ព័ន្ធយុវកុក, UNGEGN: Sâmpoăn Yŭvôkŏk) là tổ chức thanh niên của Campuchia Dân chủ (nay là Campuchia) và đoàn thể thanh niên của Đảng Cộng sản Campuchia. Ban đầu tổ chức này được gọi là Đoàn Thanh niên Dân chủ. Cơ quan ngôn luận chính thức là tờ Tong Kraham.